# Hồ sơ Branton
Hồ sơ Branton (tiếng Anh: Branton Files) là một loạt tài liệu tán thành những thuyết âm mưu khác nhau được lưu hành trên mạng Internet có ít nhất là từ giữa thập niên 1990. Tài liệu này thường được cho là do một người tên Bruce Alan Walton tuyên bố mình từng là nạn nhân bị người ngoài hành tinh bắt cóc và có mối liên hệ thông qua "trạng thái ý thức bị thay đổi" với chủng người "sinh sống bên trong Trái Đất". Hồ sơ Branton chứa đặc điểm mang tính "giả tưởng cao độ" tràn ngập "chủ thuyết âm mưu rối rắm và phức tạp".